# Louise Fletcher
Estelle Louise Fletcher (Birmingham, 22 luglio 1934 – Montdurausse, 23 settembre 2022) è stata un'attrice statunitense.
È nota per aver interpretato il personaggio di Mildred Ratched nel film Qualcuno volò sul nido del cuculo di Miloš Forman, ruolo che le è valso, tra gli altri riconoscimenti, un Oscar alla miglior attrice nel 1976, e la Bajoriana Kai Winn nella serie televisiva Star Trek: Deep Space Nine, ruolo che le ha fatto vincere 4 premi Online Film & Television Association nel 1997, 1998 e 1999.

## Biografia
Estelle Louise Fletcher nasce il 22 luglio 1934, a Birmingham, seconda di quattro figli di Estelle Caldwell e del reverendo Robert Capers Fletcher, un missionario episcopale di Arab nello stato dell'Alabama. I suoi genitori erano sordi e lavoravano con ipoudenti, ma Louise e i suoi fratelli, Roberta, John, e Georgianna, sono dotati di normale udito, quindi vengono mandati a turno dalla sorella udente di Estelle, in Texas, per tre mesi alla volta, così da assicurarsi che apprendano correttamente l'inglese parlato.
Attrice professionista dal 1958, Louise Fletcher inizia la sua carriera prendendo parte a serie televisive quali Perry Mason e Carovane verso il West, e al film La veglia delle aquile (1963) di Delbert Mann, in un ruolo non accreditato. La sua carriera subisce una battuta d'arresto dopo il matrimonio con il produttore Jerry Bick, per riprendere nel 1973 con il film Gang (1973) di Robert Altman.
Raggiunge notorietà a livello internazionale nel 1975 grazie al film Qualcuno volò sul nido del cuculo di Miloš Forman, dove interpreta l'infermiera Mildred Ratched. Tale interpretazione le vale il premio Oscar quale miglior attrice protagonista nel 1976, il premio BAFTA e il Golden Globe: alla cerimonia degli Oscar ringrazia i genitori nel suo discorso attraverso la lingua dei segni americana. In seguito lavora in altri film quali A proposito di omicidi... (1978) di Robert Moore; L'esorcista II - L'eretico (1977) di John Boorman; Invaders (1986) di Tobe Hooper; Congiunzione di due lune (1988) di Zalman King; Blue Steel - Bersaglio mortale (1989) di Kathryn Bigelow e I protagonisti (1992) di Robert Altman, ma la sua immagine presso il pubblico rimarrà sempre indissolubilmente legata al film di Forman.
Dal 1993 al 1999 appare in 14 episodi di Star Trek: Deep Space Nine, terza serie televisiva live-action del franchise di fantascienza Star Trek, creato negli anni sessanta da Gene Roddenberry con la serie classica. Qui vi interpreta uno dei personaggi co-protagonisti, Winn Adami, una Vedek, ovvero un leader religioso dei bajoriani, attorno al cui pianeta Bajor ruota la stazione spaziale Deep Space Nine, in cui si svolge la serie. Nel 1997, 1998 e 1999, il ruolo le vale il premio premio Online Film & Television Association in qualità di miglior attrice non protagonista in una serie drammatica.
Ottiene inoltre due candidature agli Emmy Award per le sue apparizioni nelle serie televisive La famiglia Brock (1996) e Joan of Arcadia (2004). Nel 2005 compare in tre episodi della serie televisiva E.R. - Medici in prima linea, interpretando Roberta "Birdie" Chadwick. Nel 2011 e nel 2012 compare in quattro episodi della serie televisiva Shameless nel ruolo di Grammy Gallagher, la madre di Frank Gallagher, una donna senza scrupoli, condannata per omicidio colposo correlato all'esplosione di un laboratorio di metanfetamine.
Louise Fletcher muore nella sua casa di Montdurausse, in Francia, il 23 settembre 2022, all'età di 88 anni.

## Filmografia parziale

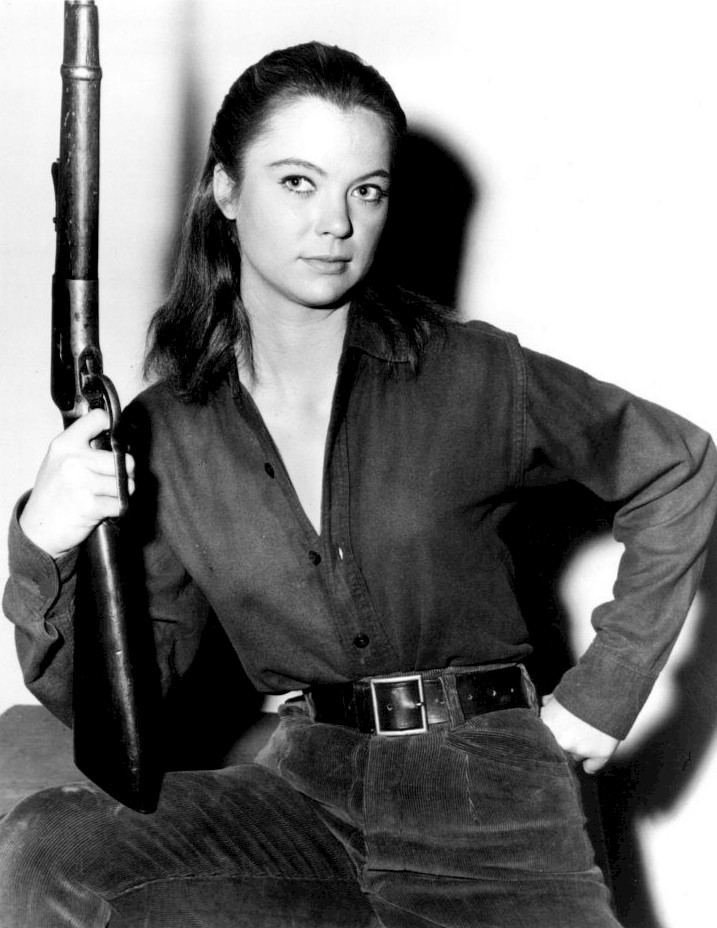
Louise Fletcher nel 1959

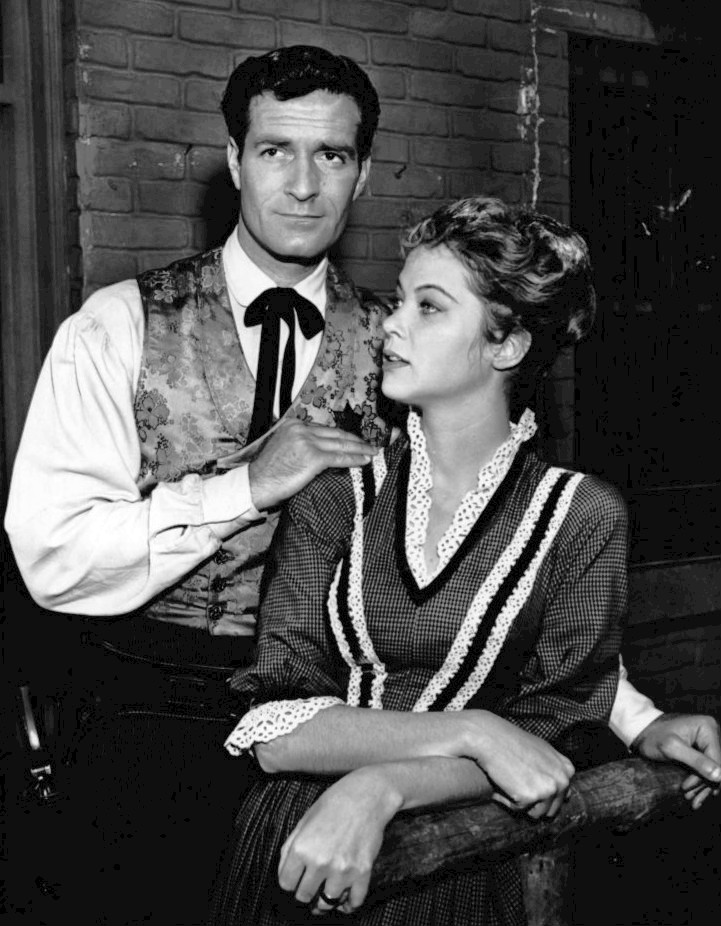
Louise Fletcher con Hugh O'Brian ne Le leggendarie imprese di Wyatt Earp (1961)

### Attrice

#### Cinema
- La veglia delle aquile (A Gathering of Eagles), regia di Delbert Mann (1963)
- Gang (Thieves Like Us), regia di Robert Altman (1974)
- Roulette russa (Russian Roulette), regia di Lou Lombardo (1975)
- Qualcuno volò sul nido del cuculo (One Flew Over the Cuckoo's Nest), regia di Miloš Forman (1975)
- L'esorcista II - L'eretico (Exorcist II: The Heretic), regia di John Boorman (1977)
- A proposito di omicidi... (The Cheap Detective), regia di Robert Moore (1978)
- The Lady in Red, regia di Lewis Teague (1979)
- Il mago di Lublino (The Magician of Lublin), regia di Menahem Golan (1979)
- Nemici naturali (Natural Enemies), regia di Jeff Kanew (1979)
- Lucky Star, regia di Max Fischer (1980)
- Mama Dracula, regia di Boris Szulzinger (1980)
- Strange Behavior, regia di Michael Laughlin (1981)
- Talk to Me, regia di Julius Potocsny (1982)
- Strange Invaders, regia di Michael Laughlin (1983)
- Brainstorm - Generazione elettronica (Brainstorm), regia di Douglas Trumbull (1983)
- Grizzly II: The Predator, regia di André Szöts (1983)
- Fenomeni paranormali incontrollabili (Firestarter), regia di Mark L. Lester (1984)
- C'era una volta in America, regia di Sergio Leone (1984) - scene eliminate
- Overnight Sensation, regia di Jon Bloom – cortometraggio (1984)
- Invaders (Invaders from Mars), regia di Tobe Hooper (1986)
- Il ragazzo che sapeva volare (The Boy Who Could Fly), regia di Nick Castle (1986)
- Offresi amore teneramente (Nobody's Fool), regia di Evelyn Purcell (1986)
- Fiori nell'attico (Flowers in the Attic), regia di Jeffrey Bloom (1987)
- Congiunzione di due lune (Two Moon Junction), regia di Zalman King (1988)
- I migliori (Best of the Best), regia di Robert Radler (1989)
- Zona d'ombra (Shadowzone), regia di J.S. Cardone (1990)
- Blue Steel - Bersaglio mortale (Blue Steel), regia di Kathryn Bigelow (1990)
- I protagonisti (The Player), regia di Robert Altman (1992)
- Dalla finestra (Blind Vision), regia di Shuki Levy (1992)
- Sfida tra i ghiacci (On Deadly Ground), regia di Steven Seagal (1994) - non accreditata
- Giorgino, regia di Laurent Boutonnat (1994)
- Tryst, regia di Peter Foldy (1994)
- Tollbooth, regia di Salomé Breziner (1994)
- Virtuality (Virtuosity), regia di Brett Leonard (1995)
- Congiunzione di due lune 2 - Ritorno a Two Moon Junction (Return to Two Moon Junction), regia di Farhad Mann (1995)
- Scomodi omicidi (Mulholland Falls), regia di Lee Tamahori (1996)
- Edie & Pen, regia di Matthew Irmas (1996)
- Il mio amico Frankenstein (Frankenstein and Me), regia di Robert Tinnell (1996)
- Due giorni senza respiro (2 Days in the Valley), regia di John Herzfeld (1996)
- Pensieri spericolati (High School High), regia di Art Bochner (1996)
- Chi pesca trova (Gone Fishin'), regia di Christopher Cain (1997)
- The Girl Gets Moe, regia di James Bruce (1997)
- Hollywood Salome, regia di Erick Ifergan (1998)
- Love Kills - Amore e pallottole (Love Kills), regia di Mario Van Peebles (1998)
- Cruel Intentions - Prima regola non innamorarsi (Cruel Intentions), regia di Roger Kumble (1999)
- La mappa del mondo (A Map of the World), regia di Scott Elliott (1999)
- The contract - patto di sangue (The Contract), regia di Steven R. Monroe (1999)
- Big Eden, regia di Thomas Bezucha (2000)
- Very Mean Men, regia di Tony Vitale (2000)
- Una valigia a 4 zampe (More Dogs Than Bones), regia di Michael Browning (2000)
- After Image, regia di Robert Manganelli (2001)
- Touched by a Killer, regia di Gilbert M. Shilton (2001)
- Manna from Heaven, regia di Gabrielle Burton e Maria Burton (2002)
- Silver Man, regia di Peter Foldy (2003)
- Finding Home, regia di Lawrence David Foldes (2003)
- Clipping Adam, regia di Michael Picchiottino (2004)
- Dancing in Twilight, regia di Bob Roe (2004)
- Aurora Borealis, regia di James C.E. Burke (2005)
- Dennis - La minaccia di Natale (A Dennis the Menace Christmas), regia di Ron Oliver - direct-to-video (2006)
- Fat Rose and Squeaky, regia di Sam Irvin (2006)
- The Last Sin Eater, regia di Michael Landon Jr. (2007)
- The Genesis Code, regia di C. Thomas Howell e Patrick Read Johnson (2010)
- Cassadaga, regia di Anthony DiBlasi (2011)
- Rewired, regia di Ramona Taylor – cortometraggio (2011)
- Mistaken Identity, regia di Caleb Taylor e Ramona Taylor – cortometraggio (2011)
- A Perfect Man, regia di Kees Van Oostrum (2013)

#### Televisione
- Flight – serie TV, episodio 1x07 (1958)
- Playhouse 90 – serie TV, episodi 2x18-3x11 (1958)
- Bat Masterson – serie TV, episodio 1x10 (1958)
- Yancy Derringer – serie TV, episodio 1x12 (1958)
- Lawman – serie TV, episodio 1x16 (1959)
- Maverick – serie TV, episodio 2x21 (1959)
- Indirizzo permanente (77 Sunset Strip) – serie TV, episodio 1x29 (1959)
- Gli intoccabili (The Untouchables) – serie TV, episodio 1x02 (1959)
- Alcoa Presents: One Step Beyond – serie TV, episodio 2x07 (1959)
- Markham – serie TV, episodio 1x27 (1959)
- Carovane verso il West (Wagon Train) – serie TV, episodi 2x35-3x21 (1959-1960)
- The Millionaire – serie TV, episodio 6x33 (1960)
- Sugarfoot – serie TV, episodio 3x19 (1960)
- Tate – serie TV, episodio 1x03 (1960)
- Perry Mason – serie TV, episodi 3x17-4x12 (1960)
- The Best of the Post – serie TV, episodio 1x23 (1961)
- Le leggendarie imprese di Wyatt Earp (The Life and Legend of Wyatt Earp) – serie TV, episodio 6x30 (1961)
- Medical Center – serie TV, episodio 5x08 (1971)
- Can Ellen Be Saved?, regia di Harvey Hart – film TV (1974)
- Non desiderare la donna d'altri (Thou Shalt Not Commit Adultery), regia di Delbert Mann – film TV (1978)
- Islands, regia di René Bonnière – film TV (1984)
- Un'estate da ricordare (A Summer to Remember), regia di Robert Michael Lewis – film TV (1985)
- Last Waltz on a Tightrope, regia di John Alaimo – film TV (1986)
- Una seconda opportunità (Second Serve), regia di Anthony Page – film TV (1986)
- J. Edgar Hoover, regia di Robert L. Collins – film TV (1987)
- Worlds Beyond – serie TV, episodio 1x13 (1988)
- Ai confini della realtà (The Twilight Zone) – serie TV, episodio 3x04 (1988)
- The Karen Carpenter Story, regia di Joseph Sargent e Richard Carpenter – film TV (1989)
- Ultimo avvertimento (Final Notice), regia di Steven Hilliard Stern – film TV (1989)
- L'ispettore Tibbs (In the Heat of the Night) – serie TV, episodio 3x14 (1990)
- 13º piano: fermata per l'inferno (Nightmare on the 13th Floor), regia di Walter Grauman – film TV (1990)
- I viaggiatori delle tenebre (The Hitchhiker) – serie TV, episodio 6x18 (1991)
- I racconti della cripta (Tales from the Crypt) – serie TV, episodio 3x05 (1992)
- Nel nome di un figlio (In a Child's Name), regia di Tom McLoughlin – miniserie TV (1991)
- The Boys of Twilight – serie TV, 5 episodi (1992)
- The Ray Bradbury Theater – serie TV, episodio 6x07 (1992)
- Civil Wars – serie TV, episodio 2x10 (1992)
- The Fire Next Time, regia di Tom McLoughlin – miniserie TV (1993)
- Star Trek: Deep Space Nine – serie TV, 14 episodi (1993-1999) - Winn Adami
- La casa sulla scogliera (The Haunting of Seacliff Inn), regia di Walter Klenhard – film TV (1994)
- Il figlio che non conosco (Someone Else's Child), regia di John Power – film TV (1994)
- Dream On – serie TV, episodio 6x01 (1995)
- VR.5 – serie TV, 6 episodi (1995-1996)
- La famiglia Brock (Picket Fences) – serie TV, episodi 4x17-4x18 (1996)
- The Stepford Husbands, regia di Fred Walton – film TV (1996)
- Sins of the Mind, regia di James Frawley – film TV (1997)
- Married to a Stranger, regia di Sidney J. Furie – film TV (1997)
- Heartless, regia di Judith Vogelsang – film TV (1997)
- Breast Men, regia di Lawrence O'Neil – film TV (1997)
- Profiler - Intuizioni mortali (Profiler) – serie TV, episodi 2x07-2x08 (1998)
- The Practice - Professione avvocati (The Practice) – serie TV, episodio 2x28 (1998)
- Fantasy Island – serie TV, episodio 1x04 (1998)
- Brimstone – serie TV, episodio 1x03 (1998)
- L'aritmetica del diavolo (The Devil's Arithmetic) – film TV, regia di Donna Deitch (1999)
- Dietro le sbarre (Time Served), regia di Glen Pitre – film TV (1999)
- Da un giorno all'altro (Any Day Now) – serie TV, episodio 3x05 (2000)
- Gli ultimi ricordi (A Time to Remember), regia di John Putch (2003)
- It's All Relative – serie TV, episodio 1x18 (2004)
- Joan of Arcadia – serie TV, episodio 1x19 (2004)
- Wonderfalls – serie TV, episodio 1x07 (2004)
- Me and Luke, regia di Eleanore Lindo – film TV (2005)
- Settimo cielo (7th Heaven) – serie TV, episodio 9x18 (2005)
- E.R. - Medici in prima linea (ER) – serie TV, episodi 11x18-11x19-11x21 (2005)
- Heroes – serie TV, episodi 4x02-4x04 (2009)
- Private Practice – serie TV, episodi 4x09-4x18 (2010-2011)
- Shameless – serie TV, 4 episodi (2011-2012)
- Una vita normale (Of Two Minds), regia di Jim O'Hanlon – film TV (2012)
- Bad Girls, regia di John Dahl – film TV (2012)
- Girlboss – serie TV, episodi 1x01-1x13 (2017)

### Doppiatrice
- And Out, Into the Bright Blue Sky, regia di Dean Harada – cortometraggio (2012)

## Riconoscimenti (parziale)
- Premio Oscar

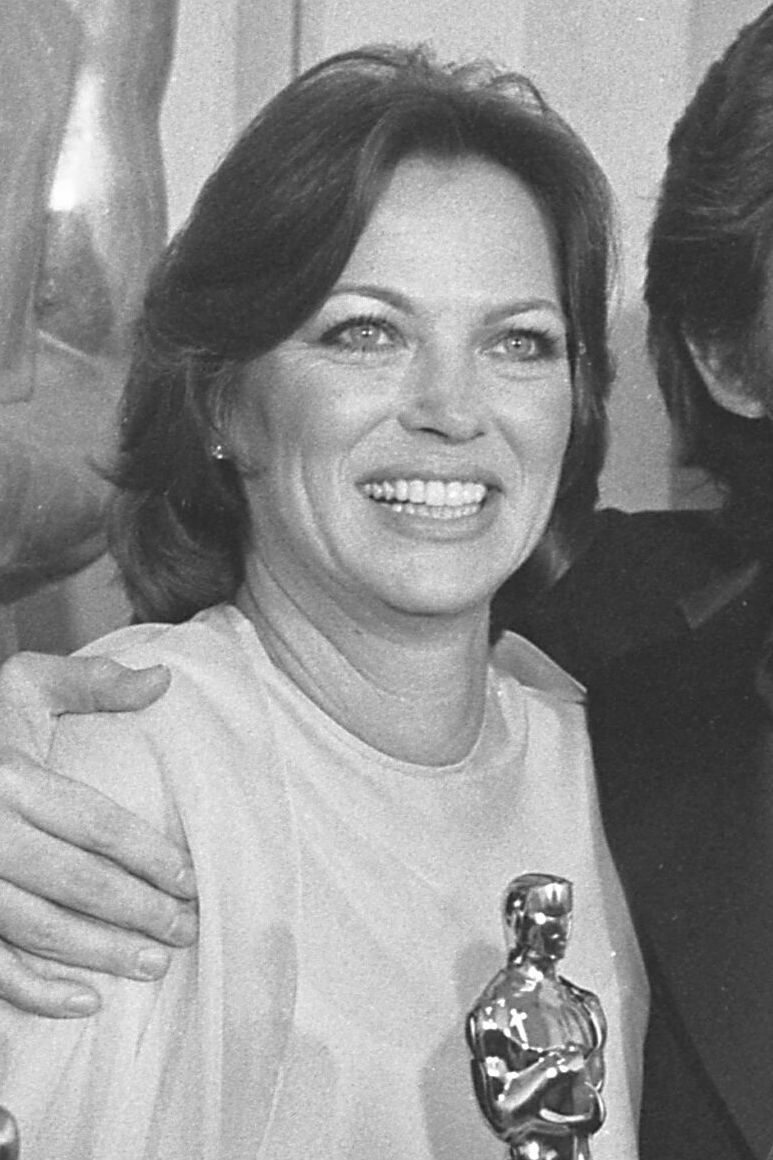
Louise Fletcher alla cerimonia degli Oscar del 1976.

  - 1976 – Miglior attrice per Qualcuno volò sul nido del cuculo
- Golden Globe
  - 1976 – Miglior attrice in un film drammatico per Qualcuno volò sul nido del cuculo
- BAFTA
  - 1977 – Miglior attrice protagonista per Qualcuno volò sul nido del cuculo
- Emmy Award
  - 1996 – Candidatura alla miglior guest star per La famiglia Brock
  - 2004 – Candidatura alla miglior attrice non protagonista per Joan of Arcadia
- New York Film Critics Circle Awards
  - 1975 – Candidatura alla miglior attrice non protagonista per Qualcuno volò sul nido del cuculo
- Online Film & Television Association
  - 1997 – Miglior attrice ospite in una serie in syndication per Star Trek: Deep Space Nine[2]
  - 1997 – Miglior attrice ospite in una serie drammatica per Star Trek: Deep Space Nine[2]
  - 1998 – Miglior attrice ospite in una serie in syndication per Star Trek: Deep Space Nine[3]
  - 1999 – Miglior attrice ospite in una serie in syndication per Star Trek: Deep Space Nine[4]
  - 1999 – Candidatura come miglior attrice ospite in una serie drammatica per Star Trek: Deep Space Nine
  - 2012 – Miglior attrice ospite in una serie drammatica per Shameless[9]
- Premio Gopo
  - 2018 – Premio speciale alla carriera
- Saturn Award
  - 1984 – Miglior attrice per Brainstorm - Generazione elettronica
  - 1988 – Candidatura alla miglior attrice non protagonista per Fiori nell'attico
- Taormina Film Fest
  - 1977 – Arancio d'oro alla miglior attrice per Qualcuno volò sul nido del cuculo

## Doppiatrici italiane
Nelle versioni in italiano delle opere in cui ha recitato, Louise Fletcher è stata doppiata da:
- Noemi Gifuni ne Il ragazzo che sapeva volare, La casa sulla scogliera, Star Trek: Deep Space Nine
- Miranda Bonansea in Due giorni senza respiro, Pensieri spericolati, L'aritmetica del diavolo
- Rita Savagnone in Cruel Intentions - Prima regola non innamorarsi, Private Practice, Girlboss
- Maria Pia Di Meo ne L'esorcista II - L'eretico, Una valigia a quattro zampe
- Solvejg D'Assunta in Settimo cielo, Fat City
- Ada Maria Serra Zanetti in Roulette russa
- Benita Martini in Qualcuno volò sul nido del cuculo
- Gabriella Genta in Brainstorm - Generazione elettronica
- Paila Pavese in Fenomeni paranormali incontrollabili
- Vittoria Febbi in Congiunzione di due lune
- Anna Cesareni in Blue Steel - Fenomeni paranormali incontrollabili
- Aurora Cancian ne La mappa del mondo
- Graziella Polesinanti in Dennis - La minaccia di Natale
- Fabrizia Castagnoli ne L'esorcista II - L'eretico (ridoppiaggio)
- Carolina Zaccarini in Cruel Intentions - Prima regola non innamorarsi (ridoppiaggio)